# Vinkensport
Il vinkensport (traducibile dalla lingua olandese in "sport dei fringuelli"), anche noto come vinkenzetting (traducibile in "seduta del fringuello") è uno sport agonistico competitivo diffuso nelle Fiandre, in Belgio che vede alcuni fringuelli comuni sfidarsi nell'emettere il maggior numero di richiami nell'arco di un'ora.

## Descrizione
Durante le competizioni, viene allineata una fila di piccole gabbie, ciascuna delle quali ospita un solo maschio e distanti fra loro circa due metri. La stretta vicinanza delle gabbie spinge i piccoli volatili a comunicare fra loro per stabilire il territorio. Ogni volta che un uccellino canta un suono particolare, trascritto come "susk-e-wiet", ogni proprietario dei volatili fa un segno di spunta in gesso su un lungo bastone di legno. Un cronometrista annuncia l'inizio e la fine della gara sventolando una bandiera rossa. L'uccello che emette il maggior numero di "susk-e-wiet" in un'ora vince la gara. I fringuelli più dotati possono emettere centinaia di chiamate in una sola gara.

## Storia
Le prime notizie riguardanti il vinkensport risalgono fra il 1593 e il 1596 e si sostiene che i primi praticanti fossero dei mercanti fiamminghi. Verso la fine del diciannovesimo secolo, la popolarità del "vinkensport" era diminuita significativamente, ma vide una rinascita dopo la prima guerra mondiale. A partire dal 2007, è stato stimato che vi sono oltre 13.000 vinkenier che allevano 10.000 uccelli ogni anno. Tuttavia, la popolarità di questo sport è nuovamente calata nel ventunesimo secolo. Nel villaggio di Hulste, nel comune di Harelbeke (Belgio), è stato aperto il Nationaal Volkssportmuseum Vinkensport che è interamente dedicato a questa disciplina.

## Caratteristiche
Coloro che praticano il vinkensport usano vari metodi per aumentare il numero di chiamate nei loro uccelli. Le tecniche per sviluppare l'attitudine al canto includono programmi selettivi di allevamento, diete ad alto contenuto proteico e vengono fatte ascoltare ai volatili registrazioni di canto d'uccello. Poiché i fringuelli selvatici generalmente iniziano a cantare durante la stagione degli amori primaverili, i detentori possono anche usare luci artificiali posizionate nelle voliere per indurli a cantare per più tempo.
Alcuni vinkenier affermano che i fringuelli delle diverse regioni del Belgio cantano in diversi modi; con gli uccelli delle Fiandre olandesi che cantano "in olandese" e quelli della Vallonia francofona che cantano "in francese". L'uso di "olandese" e "vallone" per descrivere questi due presunti tipi di fringuelli è stato suggerito di riferirsi a una semplice differenza nell'emettere dei richiami legata al contesto geografico da cui provengono. Mentre nei fringuelli sono state osservate differenze regionali minime (a.k.a. dialetti) nel modo di esprimersi (anche in Belgio), le differenze sono state distinguibili in modo affidabile solo grazie all'uso dei sonogrammi. Tassonomicamente, non ci sono sottospecie di fringuelli ufficialmente riconosciute in Belgio.

## Controversie
Sono diversi gli aspetti che sono stati oggetto di critiche nel vinkensport fra cui la scelta di alcuni allevatori di accecare gli uccelli con aghi caldi per ridurre le distrazioni visive. Thomas Hardy - celebre autore e poeta inglese - avrebbe scritto la sua poesia The Blinded Bird in segno di protesta contro il vinkensport. Nel 1920, alcuni veterani belgi ciechi reduci dalla Prima guerra mondiale promossero una campagna per abolire la pratica.
Alcuni attivisti moderni per i diritti degli animali, come quelli della Flemish Bird Protection Society, hanno accusato di crudeltà gli addestratori per aver costretto i loro volatili ad ascoltare suoni pre-registrati al fine di migliorare le loro doti canore. Sebbene le popolazioni di fringuello non siano attualmente considerate minacciate, una causa giudiziaria del 2002 presso la Corte costituzionale belga ha confermato una legge dell'UE del 1979 che vieta la cattura dei fringuelli selvatici.
Come talvolta accade per altri sport, il vinkensport è stato oggetto di scandali e si è lamentato l'uso scorretto di dopanti artificiali al fine di migliorare le prestazioni dei volatili. In un caso particolare, un fringuello cantò un record di 1.278 "susk-e-weit" in un'ora e il proprietario fu in seguito accusato di drogare l'uccello con il testosterone. Dopo che lo stesso uccello concorrente ha cantato esattamente lo stesso numero di richiami in un'altra competizione, venne aperta la scatola contenente l'animale e al suo interno è stato trovato un mini lettore CD.